# Heart and Soul (álbum de Joy Division)
Heart and Soul es un box set de Joy Division prácticamente incluye todos los registros realizados por la banda. Los primeros dos discos tienen todas sus publicaciones de estudio, incluyendo los álbumes Unknown Pleasures y Closer, junto con sencillos y canciones que aparecieron en álbumes recopilatorios. El disco tres y cuatro recopilan demos raros y grabaciones en directo, muchas de las cuales eran inéditas. Todos los tracks fueron remasterizados digitalmente. Trepo el puesto #70 en el Reino Unido.

## Lista de canciones
Todas las canciones escritas por Joy Division.

### Disco 1: Unknown Pleasures Plus
1. "Digital" – 2:53
2. "Glass" – 3:56
3. "Disorder" – 3:31
4. "Day of the Lords" – 4:49
5. "Candidate" – 3:05
6. "Insight" – 4:28
7. "New Dawn Fades" – 4:48
8. "She's Lost Control" – 3:56
9. "Shadowplay" – 3:55
10. "Wilderness" – 2:38
11. "Interzone" – 2:16
12. "I Remember Nothing" – 5:56
13. "Ice Age" – 2:25
14. "Exercise One" – 3:08
15. "Transmission" – 3:37
16. "Novelty" – 4:01
17. "The Kill" – 2:16
18. "The Only Mistake" – 4:19
19. "Something Must Break" – 2:53
20. "Autosuggestion" – 6:10
21. "From Safety to Where...?" – 2:27

Notas
- Todas las pistas se habían publicado anteriormente.
- Tracks 1 y 2 registrados en octubre de 1978 en Cargo Studios, Rochdale. Primera aparición en el EP A Factory Sample.
- Tracks 3 a 12 registrados en abril de 1979 en Strawberry Studios, Stockport. Todos los tracks fueron lanzados en el álbum Unknown Pleasures de 1979.
- Track 13 registrado en octubre/noviembre de 1979 en Cargo Studios, Rochdale, durante las sesiones del sencillo Licht und Blindheit. Primera aparición en el álbum Still de 1981.
- Tracks 14, 17 y 18 registrados en abril de 1979 en Strawberry Studios, durante las sesiones del álbum Unknown Pleasures. Primera aparición en el álbum Still de 1981.
- Tracks 15 y 16 registrados en julio/agosto de 1979 en Strawberry Studios. Primera aparición en el sencillo "Transmission" de 1979.
- Track 19 grabado en julio/agosto en Central Sound Studios, Manchester, durante las sesiones del sencillo "Transmission" de 1979. Primera aparición en el álbum Still de 1981.
- Track 20 y 21 registrados en abril de 1979 en Strawberry Studios, durante las sesiones del álbum Unknown Pleasures. Primera aparición en el EP Earcom 2: Contradiction de 1979.

### Disco 2: Closer Plus
1. "She's Lost Control" (12" version) – 4:57
2. "Sound of Music" – 3:55
3. "Atmosphere" – 4:11
4. "Dead Souls" – 4:57
5. "Komakino" – 3:54
6. "Incubation" – 2:52
7. "Atrocity Exhibition" – 6:05
8. "Isolation" – 2:52
9. "Passover" – 4:46
10. "Colony" – 3:55
11. "A Means to an End" – 4:07
12. "Heart and Soul" – 5:51
13. "Twenty Four Hours" – 4:26
14. "The Eternal" – 6:07
15. "Decades" – 6:13
16. "Love Will Tear Us Apart" – 3:27
17. "These Days" – 3:26

Notas
- ATodas las pistas se habían publicado anteriormente.
- Track 1 registrado en marzo de 1980 en Strawberry Studios, Stockport. Primera aparición en el sencillo "Atmosphere" de 1980.
- Track 2 registrado en enero de 1980 en Pennine Sound Studios, Oldham, durante las sesiones del sencillo "Love Will Tear Us Apart". Primera aparición en el álbum

Still de 1981.
- Tracks 3 y 4 registrados en octubre/noviembre de 1979 en Cargo Studios, Rochdale. Primera aparición en el sencillo Licht und Blindheit de 1980.
- Tracks 5 y 6 registrados en marzo de 1980 en Britannia Row Studios, Islington, durante las sesiones del álbum Closer. Primera aparición en el sencillo "Komakino" de 1980.
- Tracks 7 a 15 registrados en marzo de 1980 en Britannia Row Studios, Islington. Todos los tracks fueron lanzados en el álbum Closer de 1980.
- Track 16 registrado en marzo de 1980 en Strawberry Studios, Stockport. Primera aparición en el sencillo "Love Will Tear Us Apart" de 1980.
- Track 17 registrado en enero de 1980 en Pennine Sound Studios, Oldham. Primera aparición en el sencillo "Love Will Tear Us Apart" de 1980.

### Disco 3: Rarities
1. "Warsaw" – 2:26
2. "No Love Lost" – 3:42
3. "Leaders of Men" – 2:34
4. "Failures" – 3:44
5. "The Drawback" (Demo) – 1:46
6. "Interzone" (Demo) – 2:11
7. "Shadowplay" (Demo) – 4:10
8. "Exercise One" (Peel Session) – 2:28
9. "Insight" (Demo) – 4:05
10. "Glass" (Demo) – 3:29
11. "Transmission" (Demo) – 3:51
12. "Dead Souls" (Outtake) – 4:55
13. "Something Must Break" (Rough Mix)  – 2:53
14. "Ice Age" (Demo) – 2:36
15. "Walked in Line" (Rough Mix) – 2:46
16. "These Days" (Piccadilly Radio Session) – 3:27
17. "Candidate" (Piccadilly Radio Session) – 1:57
18. "The Only Mistake" (Piccadilly Radio Session) – 3:43
19. "Chance (Atmosphere)" (Piccadilly Radio Session) – 4:54
20. "Love Will Tear Us Apart" (Peel Session) – 3:22
21. "Colony" (Peel Session) – 4:03
22. "As You Said" – 2:01
23. "Ceremony" (Demo) – 4:57
24. "In a Lonely Place (Detail)" (Demo) – 2:26

Notas
- Contiene 14 tracks inéditos
- Tracks 1 a 4 registrados en diciembre de 1977 en Pennine Sound Studios, Oldham, Primera aparición en el EP An Ideal for Living de 1978.
- Tracks 5 a 7 registrados en mayo de 1978 en Arrow Studios para el inédito álbum ("RCA Demo"). Material inédito.
- Track 8 registrado en enero de 1979 en los Maida Vale Studios de la BBC, Maida Vale, Londres. Previamente lanzado en el EP The Peel Sessions de 1986.
- Tracks 9, 10, 11 y 14 registrados en marzo de 1979 en Eden Studios, Londres, durante una sesión para un demo. Material inédito.
- Tracks 12 y 13 registrados en julio de 1979 en Central Sound Studios, Manchester, durante las sesiones del sencillo "Transmission". Material inédito.
- Track 15 registrado en abril de 1979 en Strawberry Studios, Stockport, durante las sesiones del álbum Unknown Pleasures. Una versión remezclada de estra grabación aparece en el álbum Still de 1981.
- Tracks 16 a 19 registrados en junio de 1979 en Pennine Sound Studios, Oldham, durante las sesiones de Piccadilly Radio. Material Inédito.

Tracks 20 y 21 registrados en noviembre de 1979 en BBC Studios, Maida Vale. Primera aparición en The Peel Sessions de 1987.
- Track 22 registrado en marzo de 1980 en Britannia Row Studios, Islington. Primera aparición en sencillo "Komakino" de 1980.
- Track 23 registrado el 14 de mayo de 1980 en Graveyard Studios, Prestwitch.[3]
- Track 24 tomado de una cinta de ensayo de Peter Hook. Tracks 23 y 24 más tarde fueron lanzados por New Order en su sencillo "Ceremony" de 1981.

### Disco 4: Live
1. "Dead Souls" (live) – 4:17
2. "The Only Mistake" (live) – 4:04
3. "Insight" (live) – 3:48
4. "Candidate" (live) – 2:03
5. "Wilderness" (live) – 2:27
6. "She's Lost Control" (live) – 3:38
7. "Disorder" (live) – 3:12
8. "Interzone" (live) – 2:03
9. "Atrocity Exhibition" (live) – 5:52
10. "Novelty" (live) – 4:27
11. "Autosuggestion" (live) – 4:05
12. "I Remember Nothing" (live) – 5:53
13. "Colony" (live) – 3:53
14. "These Days" (live) – 3:38
15. "Incubation" (live) – 3:36
16. "The Eternal" (live) – 6:33
17. "Heart and Soul" (live) – 4:56
18. "Isolation" (live) – 3:09
19. "She's Lost Control" (live) – 5:30

Notas
- Todos los tracks inéditos.
- Tracks 1 a 10 registrados el 13 de julio de 1979 en The Factory, Manchester.
- Track 11 registrado el 2 de agosto de 1979 en YMCA, London.
- Tracks 12 a 14 registrados el 2 de noviembre de 1979 en Winter Gardens, Bournemouth.
- Tracks 15 a 19 registrados el 29 de febrero de 1980 en The Lyceum, London.

## Historia del lanzamiento
| País           | Datos                  |
| -------------- | ---------------------- |
| Reino Unido    | 8 de diciembre de 1997 |
| Estados Unidos | 28 de agosto de 2001   |